# Rudyšvald
Rudyšvald (polsky Rudyszwałd, německy Ruderswald) je vesnice v jižním Polsku ve Slezském vojvodství v okrese Ratiboř ve gmině Křižanovice. Nachází se na historickém území Horního Slezska přímo na hranici s Českou republikou 10 km severně od Ostravy. Svou zástavbou plynule navazuje na východní část české obce Hať a západní část polského Zabelkova (Zabełków). Do katastru spadá i osada Rakovec (Rakowiec), která byla původně součástí Šilheřovic a navazuje na jejich zástavbu podél státní hranice. V roce 2015 žilo v obci 740 obyvatel. Rudyšvaldem protéká potok Bečva (polsky Bełk).

## Dějiny
První zmínka o Rudyšvaldu pochází z Liber fundationis episcopatus Vratislaviensis z počátku 14. století. Až do roku 1775, kdy byl odkoupen Lichnovskými z Voštic, patřil ke tvorkovskému panství a po staletí sdílel osudy Ratibořského knížectví (na hranici s Opavskem, k němuž již patřila sousední Hať). Na základě Berlínského míru z roku 1742 byl spolu s většinou Slezska připojen k Prusku.
Po první světové válce na oblast jižního Ratibořska, obývanou z velké části Moravci, vznesla územní nároky nově vzniklá Československá republika. Hranice navržená v roce 1919 procházela i katastrem Rudyšvaldu. Příslušnost obce se tak stala předmětem dalšího řešení obdobně jako v případě Hati, Píště a Ovsiště. Konečná delimitace hranic proběhla v roce 1923. Rudyšvald zůstal nakonec na německé straně a nebyl začleněn do Hlučínska, navíc došlo k přičlenění původně šilheřovické osady Rakovec (Rakowiec). Po druhé světové válce se hranice opět posunuly a Rudyšvald s většinou Slezska připadl Polsku.
V roce 1935 byl postaven stávající katolický kostel. Dále se ve vsi nachází několik božích muk a pískovcový smírčí kříž datovaný do 14. až 16. století.

## Doprava

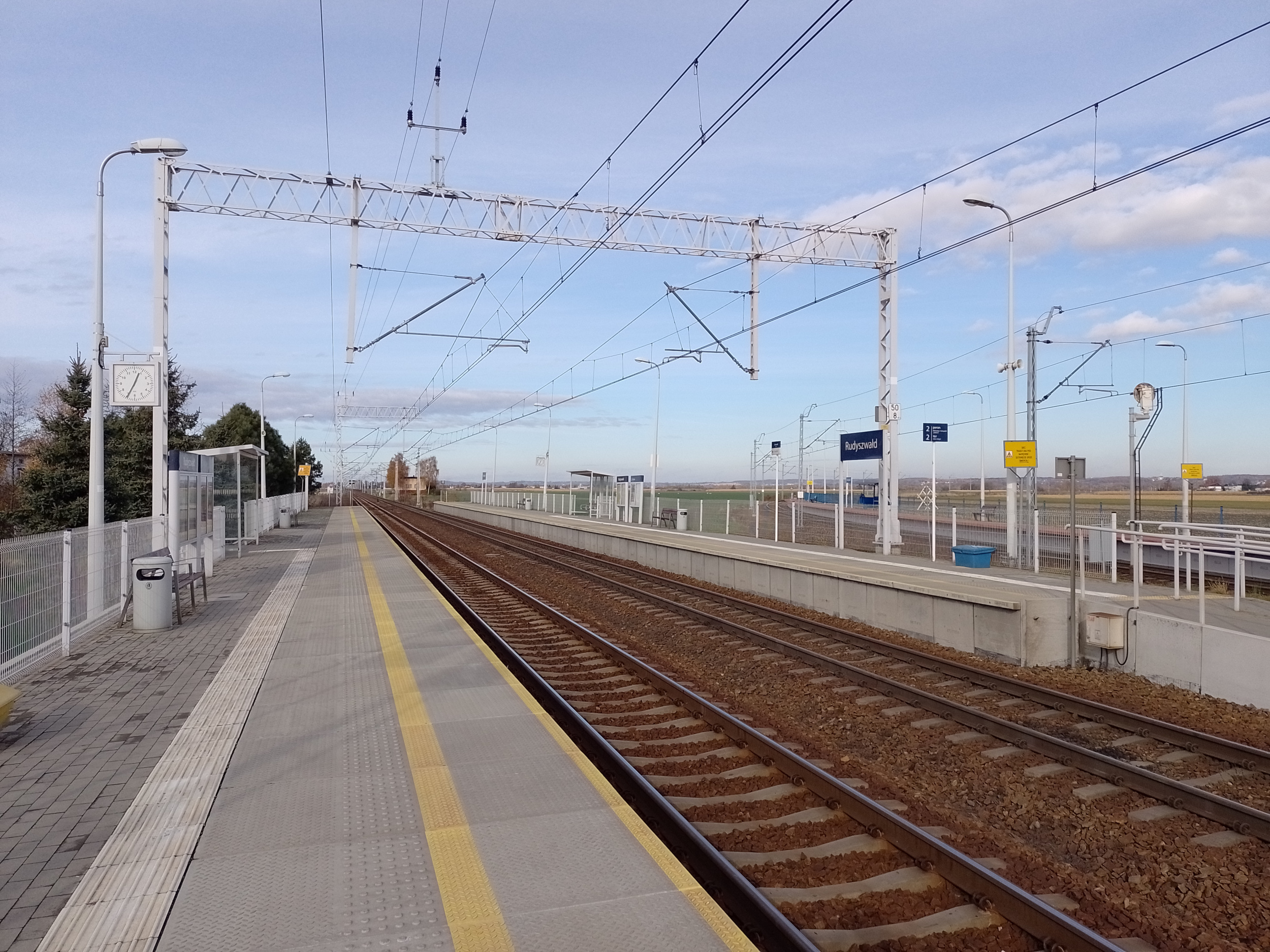
Vlaková zastávka

V Rudyšvaldu se železniční trať z Bohumína a Chalupek rozdvojuje ve směru na Rybnik/Katovice a Ratiboř/Opolí. Vlaková zastávka se nachází přímo na rozdvojení trati. Zastavují zde osobní vlaky společnosti Koleje Śląskie (Slezské dráhy).
Regionální autobusovou dopravu zajišťuje podnik PKS Racibórz. Přeshraniční linky nejsou provozovány, nicméně konečná Hať, točna, odkud odjíždějí autobusy ODIS do Hlučína a Ostravy, se nachází pouhých 200 m od hraničního přechodu.